# ریبنیتا
ریب نیتا (به لاتین: Rîbnița) یک شهر در مولداوی است که در ترانس‌نیستریا واقع شده‌است. ریب نیتا ۴۷٬۹۴۹ نفر جمعیت دارد.

## خواهرخوانده
شهرهای وینیتسا، دیمیتروف و هولا پریستان خواهرخوانده‌های ریب نیتا هستند.